# Cavalo-marinho-patagônico
O cavalo-marinho-patagônico (Hippocampus patagonicus), é uma espécie de peixe-ósseo do gênero Hippocampus e pertence á família Syngathidae, é uma das três espécies de cavalos-marinho que podem ser encontrados no Brasil e no Atlântico Sul Ocidental. É uma espécie monogâmica (possui um único parceiro(a) na vida). A espécie foi descoberta em 2004 por Piacentino e Luzzatto.

## Biologia

### Habitat e sistema defensivo
Como todos os cavalos-marinho, vivem em águas rasas e prados marinho. Quando se sente ameaçado, o cavalo-marinho-patagônico muda de cor e se camufla no meio das algas, corais e esponjas.

### Alimentação
Uma análises de conteúdo estomacal revelou que essa espécie é um predador zooplanctófago, que faz uso principalmente de recursos bênticos e demersais do zooplanctôn. Os crustáceos anfípodes foram os principais itens consumidos. A incorporação de um amplo espectro de presas indica que a espécie é eurifágica, podendo ser descrita como carnívoro generalista, e importante na estruturação de representantes da fauna bêntica e demersal. O conhecimento tradicional das comunidades pesqueiras artesanais foi obtido através de entrevistas realizadas junto a comunidades pesqueiras de pequena e média escala de Cananéia (São Paulo), Paranaguá e Guaratuba (Paraná), e São Francisco do Sul (Santa Catarina).

### Distribuição
O cavalo-marinho-patagônico possui a sua distribuição nativa no sul do Brasil, Argentina e Patagônia.

## Possível exportação para Hong Kong
O Brasil está entre os principais países fornecedores de cavalos-marinho para a utilização na aquariofilia. Em 2001, o Brasil exportou para Hong Kong aproximadamente 110.000 e 220.000 espécimes de cavalo-marinho-de-focinho-comprido (Hippocampus reidi) e cavalo-marinho-focinho-curto (Hippocampus erectus), possivelmente o cavalo-marinho-patagônico esteve no meio, pois são quase idênticos ao cavalo-marinho-de-focinho-curto.